# Emballonura alecto
Emballonura alecto је сисар из реда слепих мишева (Chiroptera) и фамилије Emballonuridae.

## Угроженост
Ова врста је наведена као последња брига, јер има широко распрострањење и честа је врста.

## Распрострањење
Ареал врсте је ограничен на мањи број држава. 
Врста има станиште у Индонезији, Филипинима, Малезији и Брунеју.

## Станиште
Станишта врсте су шуме и морски екосистеми. 
Врста је присутна на подручју острва Борнео и Целебес у Индонезији.